# Ramon Vidiella i Balart
Ramon Vidiella i Balart (Reus, 14 d'agost de 1860 - 10 de febrer de 1927) va ser un advocat i polític català.
Era un dels fundadors de l'Associació Catalanista, i de l'Associació Agrícola, convertida després en Cambra Agrícola. Va presidir la Cambra de la Propietat Urbana i l'Empresa Hidrofòrica, que subministrava aigua a la ciutat. Va ser elegit dues vegades regidor a Reus i diputat provincial, ocupant la presidència de la Diputació de Tarragona del 1915 al 1917. Va ser redactor de Lo Somatent i col·laborador a Foment i altres periòdics reusencs. Adherit des del primer moment a la Unió Catalanista, va ser delegat a les Assemblees de Manresa, Reus, Balaguer, Girona, Terrassa i Barcelona. Com a president de la Diputació Provincial de Tarragona, va participar a Reus (1916) a la Diada de la Llengua Catalana en desgreuge per unes declaracions de Royo Vilanova. Es va adherir al I Congrés Catalanista (1880), va donar suport al «Memorial de greuges» (1885), va signar el «Missatge a la Reina Regent» (1888), i el «Missatge al Rei dels Hel·lens» (1897). Fidel a les postures nacionalistes progressistes i republicanes va rebutjar les opcions possibilistes conservadores encapçalades per Prat de la Riba i es va integrar al Foment Nacionalista Republicà, entitat reusenca adherida a la Unió Federal Nacionalista Republicana. L'any 1924 va ser detingut un temps juntament amb Pere Barrufet i Marian Roca, en ser-li incoat un procés militar per participar en reunions conspiratòries. Va ser pare de Pere Vidiella i Simó i de Ramon Vidiella. Un germà seu, Abdó Vidiella Balart nascut el 1872, va emigrar a Bogotà, on va instal·lar una fàbrica de llumins i es va fer ric. Abdó Vidiella va morir el 1918 a Sud Amèrica.